# London (Arkansas)
London é uma cidade localizada no estado americano de Arkansas, no Condado de Pope.

## Demografia
Segundo o censo americano de 2000, a sua população era de 925 habitantes.
Em 2006, foi estimada uma população de 1036, um aumento de 111 (12.0%).

## Geografia
De acordo com o United States Census Bureau, a localidade tem uma área de 6,3 km², dos quais 6,2 km² cobertos por terra e 0,1 km² cobertos por água.

## Localidades na vizinhança
O diagrama seguinte representa as localidades num raio de 24 km ao redor de London.